# Nikolai Gustawowitsch Michelson

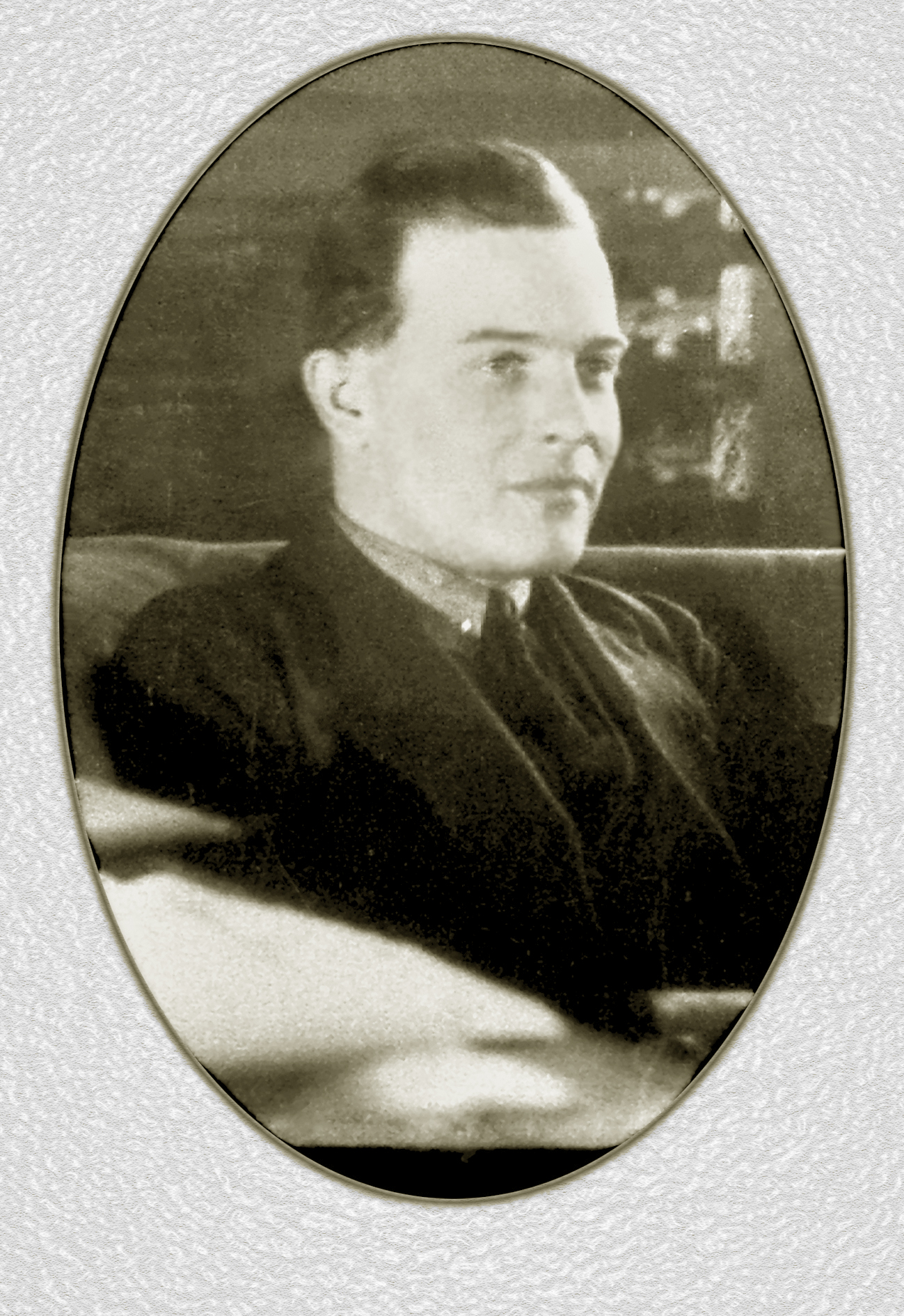
Nikolai Gustawowitsch Michelson

Nikolai Gustawowitsch Michelson (russisch Николай Густавович Михельсон; * 1895 in Białystok; † 29. Januar 1938 in Leningrad) war ein russisch-sowjetischer Flugzeugbauer.

## Leben
Michelson arbeitete in Sankt Petersburg im Zeichenbüro des von Sergei Sergejewitsch Schtschetinin gegründeten ersten russischen Flugzeugwerks Gamajun, als 1912 Dmitri Pawlowitsch Grigorowitsch dessen technischer Direktor wurde. Michelson war nun vertrautester Assistent Grigorowitschs und nahm an der Projektierung und dem Bau aller seiner Wasserflugzeuge bis zur Oktoberrevolution teil, darunter die Grigorowitsch M-5, M-9 und M-11. Leiter des Konstruktionsbüros wurde dort 1916 Michail Michailowitsch Schischmarjow, der sogleich mit dem Bau des weltweit ersten Torpedo-Wasserflugzeugs GASN begann.
Im Russischen Bürgerkrieg kam Michelson im Dezember 1919 nach Krasnojarsk, wo er seinen Kollegen Schischmarjow wieder traf. Als sie hörten, dass in Taganrog ein Flugzeugwerk eröffnet werden sollte, machten sie sich auf den Weg. Als sie dort Mitte 1920 ankamen, war das verstaatlichte Flugzeugwerk des Unternehmers Wladimir Alexandrowitsch Lebedew gerade auf Anweisung der Moskauer Hauptverwaltung der Luftfahrtwerke Glawkoawia als Flugzeugwerk Lebed (Schwan) wieder eröffnet worden und wurde von Wiktor Lwowitsch Körber geleitet, der sie sofort einstellte. Nach der Ausschreibung der Verwaltung der Luftstreitkräfte der Sowjetunion (WWS) in Moskau für den Bau eines einsitzigen Wasserflugzeugs der Jagdflugzeug-Klasse mit einem 200-PS-Hispano-Suiza-Motor entstand das Projekt MK-1, das die Ausschreibung gewann. Ein Prototyp sollte in Taganrog gebaut werden.
Im Frühjahr 1922 kam aus Moskau die Anweisung, den Prototyp im Werk Nr. 3 Roter Flieger in Petrograd zu bauen. Da die Autoren des Projekts sich der  Glawkoawia in Moskau zur Verfügung stellen mussten, führte Michelson das Projekt MK-1 in Petrograd weiter. Das fertige Flugzeug mit den Schwimmern war jedoch zu schwer, so dass es nur ohne Schwimmer mit Fahrwerk flog und gute Eigenschaften aufwies. Wegen des zu schwachen Motors wurde die MK-1 nicht in die Produktion aufgenommen und bei einer Überschwemmungskatastrophe 1924 zerstört. Ende 1924 wurde im Flugzeugwerk Roter Flieger die Abteilung für Experimentalwasserflugzeugbau (OMOS) eingerichtet, in die aus Moskau Grigorowitsch mit einigen Mitarbeitern kam. Michelson war nun an allen Projekten Grigorowitschs beteiligt, so auch am Jagdflugzeug Grigorowitsch I-2. Als infolge von Konflikten OMOS sich auflöste und Grigorowitsch nach Moskau zurückkehrte, blieben Michelson und einige Mitarbeiter im Werk Roter Flieger.
Im Sommer 1928 begann in Moskau der Schachty-Prozess, in dem der Artikel 58 des Strafgesetzbuches der RSFSR die zentrale Rolle spielte. Am 31. August 1928 war Grigorowitsch verhaftet worden. Die Verhaftungen weiterer Mitarbeiter folgten, so auch Michelsons Verhaftung 1929, nachdem er ein Jahr lang als Zeuge zum Fall Grigorowitsch, Sedelnikow, Körber und Mitarbeiter befragt worden war. In dem langwierigen Gerichtsprozess wurde die teilweise mangelhafte Qualität der von OMOS entwickelten Flugzeuge, die eigentlich auf die vielfältigen Entwicklungsarbeitsprobleme zurückzuführen waren, auf Sabotage zurückgeführt, was dann von Jakow Iwanowitsch Sedow-Serow, Wadim Borissowitsch Schawrow und weiteren Zeugen bestätigt wurde. Am 29. September 1929 wurden alle Angeklagten zu unterschiedlichen Arbeitslager-Strafen verurteilt. Die Verurteilten wurden in die Butyrka gebracht, in der sich nun viele Flugzeugspezialisten befanden: Nikolai Nikolajewitsch Polikarpow, Wiktor Körber, A. N. Sedelnikow,  W. A. Tissow, B. N. Tarassowitsch, Alexander Wassiljewitsch Nadaschkewitsch, I. M. Kostkin, J. I. Majoranow, P. M. Kreisson, W. D. Jarowizki, G. J. Tschupilko, S. N. Schischkin u. a. Am 31. Oktober erklärte ihnen in der ehemaligen Gefängniskirche der Vizechef der WWS, Jakow Iwanowitsch Alksnis, dass sie sich nur rehabilitieren könnten, wenn sie in kürzester Zeit ein allen westlichen Modellen überlegenes Jagdflugzeug entwickelten. Die Gruppe begann als Experimental-Konstruktionsbüro (OKB) in der Gefängniskirche zu arbeiten und wurde im Januar 1930 in das zum Gefängnis umgebaute Moskauer Menschinski-Flugzeugwerk Nr. 39 verlegt, das damit als Zentrales Konstruktionsbüro ZKB-39 der OGPU die erste Flugzeug-Scharaga wurde. Bereits am 28. April 1930 wurde auf dem Zentralflugplatz auf dem Werksgelände der erste Prototyp WT-11 erprobt. Das Flugzeug wurde von einer Kommission akzeptiert, als Polikarpow I-5 in die Serienproduktion aufgenommen und von der Roten Armee bis zum Deutsch-Sowjetischen Krieg benutzt. Nach diesem Erfolg wurden weitere Aufträge erteilt, worauf die Grigorowitsch I-Z, Grigorowitsch TB-5 und TSch-B unter Michelsons Beteiligung entstanden.
1931 wurde Michelson aus dem ZKB-39 freigelassen. Er kehrte nach Leningrad in das Roter-Flieger-Werk zurück, das nun das Flugzeugwerk Nr. 23 war, und leitete die Konstruktionsabteilung. Zusammen mit Igor Wjatscheslawowitsch Tschassowikow aus dem WWS-Forschungsinstitut entwickelte er das 1935 fertiggestellte leichte Wasserflugzeug RW-23 für die Aufstellung eines Flughöhenrekords. Dann verbesserte er die Polikarpow Po-2 und entwickelte daraus die Schulflugzeuge U-3 und U-4 mit verbesserter Aerodynamik. Es folgten die Amphibienflugzeuge MU-4, MU-5 und MU-6. Fast gleichzeitig schuf er den leichten Torpedobomber MP, der mit Torpedo zu schwer zum Starten war und von einem TB-3-Bomber zum Angriffsort geschleppt werden sollte, um dann selbstständig zurückzukehren.
Diese Projekte konnte Michelson nicht fertigstellen, da er während des Großen Terrors Ende 1937 erneut verhaftet und vom Militärkollegium des Obersten Gerichts der UdSSR nach Artikel 58 des Strafgesetzbuches der RSFSR am 17. Januar 1938 zur Höchststrafe verurteilt wurde. Am 29. Januar 1938 wurde das Urteil durch Erschießen vollstreckt. Michelson wurde vermutlich auf dem Lewaschkowskoje-Sonderfriedhof des NKWD bestattet, dem heutigen Lewaschowo-Gedenkfriedhof. Michelsons letzte Projekte wollten W. W. Nikitin und Viktor Körber fertigstellen, aber der NKWD stoppte diese Projekte eines Volksfeinds.